# Новомайданецьке
Новомайданецьке — селище в Україні, у Тальнівській міській громаді Звенигородського району Черкаської області. У селищі мешкає приблизно 150 людей.

## Географія
Найближча автостанція розташована в м. Тальному, там же розташований і залізничний вокзал. Сільський голова — Капериз Михайло Володимирович. До 2020 у складі — Майданецької сільської ради. У с-щі Новомайданецькому розташовані контора, будинок культури, до 2007 року був дитсадок. Клуб не працює.

## Історія
- Село постраждало внаслідок геноциду українського народу, проведеного окупаційним урядом СССР 1932—1933[2] та 1946–1947 роках[джерело?].